# Bei'an
Bei'an (北安市S, Běi'ānP) è una città-contea della Cina, situata nella provincia di Heilongjiang e amministrata dalla prefettura di Heihe.